# Paquita Armas Fonseca
Francisca Armas Fonseca (Holguín; 6 de octubre de 1950-La Habana; 27 de febrero de 2023) más conocida como Paquita Armas Fonseca, fue una periodista y escritora cubana, especializada en temas culturales especialmente relacionados al cine, la radio y la televisión.

## Trayectoria profesional
Se graduó de licenciada en periodismo por la Universidad de Oriente, en 1977.
Fue jefa de redacción de las revistas Somos Jóvenes y El Caimán Barbudo, a esta última también la dirigió entre 1984 y 1988. Colaboró además con el diario digital La Jiribilla, Cubadebate, La Calle del Medio y el portal de la televisión cubana.

## Reconocimientos
Se destacan la Distinción por la Cultura Nacional, los Premios Caracol y el 26 de Julio, que otorga la Unión de Periodistas de Cuba.

## Fallecimiento
Falleció en La Habana, el 27 de febrero de 2023 a los 73 años, víctima de un accidente cerebrovascular.